# Karlsfeld
Karlsfeld là một xã tại huyện Dachau, bang Bayern nước Đức. Xã Karlsfeld có diện tích 15,55 km², dân số thời điểm ngày 31 tháng 12 năm 2006 là 18.149 người. Trong thế chiến 2, đây là nơi có trại phụ của trại tập trung Dachau.
Đô thị này cách Munich 12 km về phía tây bắc.

### Hồ Karlsfeld
Hồ Karlsfeld được hình thành đầu thập niên 1940, khi ở đây sỏi được đào cho nhà ga Moosach. Sau khi Chiến tranh thế giới thứ hai kết thúc, hồ này cho tới năm 1968 được quân đội Mỹ dùng làm chỗ tập dợt cho xe thiết giáp nổi. Từ năm 1971 cho tới 1976 hồ này được sửa sang trở lại thành hồ bơi công cộng ngoài trời.
Hồ này về hướng Nam Bắc có một chiều dài 980 m, chiều ngang trung bình khoảng 250 m. Chung quanh hồ có khoảng 17 hecta đất cỏ để nằm có cây cối cho bóng mát, 4,75 km đi dạo và chạy xe đạp, 2 quán có Biergarten, 2 sân cát để đánh bóng chuyền, trên 20 bàn ping pong, nhiều sân chơi cho trẻ em và chỗ nướng thịt.

Vào mùa tắm hồ, có khi có tới 20 ngàn người đến hồ mỗi ngày, ở đây cấm không được mang theo chó mèo. Phía Nam của hồ có một hồ bơi trong nhà và trung tâm của hội thể thao TSV Eintracht Karlsfeld e.V. với sân vận động, quán ăn, sân thể thao trong nhà.